# 美国乒乓球协会
美国乒乓球（USA Table Tennis，USATT）是一個非营利性的美国乒乓球管理机构，负责安排美國国内的乒乓球比赛以及統計國內選手的排名、監督美國乒乓球國家隊的工作。它成立于1933年，当时名为美国乒乓球协会（United States Table Tennis Association）。1994年起開始採用美国乒乓球這一名稱。
美国乒乓球的总部位于美国科罗拉多州的科罗拉多斯普林斯，那里也是美国奥林匹克训练中心所在地。美国乒乓球协会承諾會給美国參加夏季奥林匹克运动会乒乓球比赛的运动员10万美元的奖励，尽管如此，截至2021年，依舊没有美国运动员获得过乒乓球奖牌。